# Бурятська
Буря́тська (рос. Бурятская) — селище у складі Могойтуйського району Забайкальського краю, Росія. Входить до складу Ушарбайське сільського поселення.

## Населення
Населення — 183 особи (2010; 184 у 2002).
Національний склад (станом на 2002 рік):
- росіяни — 97 %